# Chloroclystis malachitis
Chloroclystis malachitis är en fjärilsart som beskrevs av W. Warren 1903. Chloroclystis malachitis ingår i släktet Chloroclystis och familjen mätare. Inga underarter finns listade i Catalogue of Life.